# کاوالزه
کاوالزه (به ایتالیایی: Cavalese) یک کومونه در ایتالیا است که در ترنتینو واقع شده‌است.

## خصوصیات
کاوالزه ۴۵ کیلومترمربع مساحت و ۴٬۰۰۴ نفر جمعیت دارد و ۱٬۰۰۰ متر بالاتر از سطح دریا واقع شده‌است.